# Heidi Klum
Heidi Klum (Bergisch Gladbach, 1º giugno 1973) è una supermodella, stilista e conduttrice televisiva tedesca naturalizzata statunitense.

## Biografia
Nel 1992 partecipa al concorso di bellezza Model 92 dove la Klum, studentessa diciannovenne, si impone tra circa 25.000 concorrenti, compare nel programma tedesco Late-Night-Show Gottschalk condotto da Thomas Gottschalk. Vince il concorso, guadagnandosi un contratto da modella con stipendio minimo assicurato di 300.000 dollari. Heidi ne è felice, ma rifiuta l'offerta per poter ultimare i suoi studi all'"Integrierte Gesamtschule Paffrath" a Bergisch Gladbach.
Nell'estate del 1992 rinuncia a laurearsi come fashion designer per intraprendere la carriera di modella e inizia a presentarsi ai primi casting. La sua carriera comincia ad Amburgo, ma in seguito si trasferisce a Parigi e poi a Milano. Nel 1993 si trasferisce a Miami e poi a New York, dove vive tuttora in un appartamento di Manhattan.

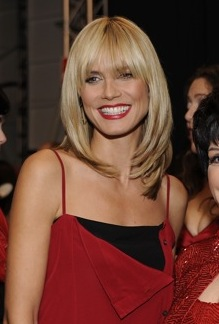
Heidi Klum nel 2008

Nel 1996 fonda la Heidi Klum GmbH, la sua firma di moda, e si assicura il copyright sul suo logo e sul suo nome. La vera svolta nella sua carriera di modella avviene nel 1997, quando partecipa al Victoria's Secret Fashion Show, che la porta alla ribalta dei mass media e ad innalzarsi al rango di top model. Nello stesso anno sposa il parrucchiere Ric Pipino, dal quale divorzierà nel 2003. Nel 1998 appare sulla copertina di Sports Illustrated Swimsuit Issue: è la prima modella tedesca a comparire sulla rivista, letta da 55 milioni di persone.
Nel 1999 debutta come attrice nella sit-com della ABC Spin City, interpretando se stessa come oggetto dei desideri di Michael J. Fox. Nel 2000 viene pubblicato il suo primo calendario. Nel 2001 debutta al cinema con una piccola parte nel film "Blowdry", interpretando Jasmine, una modella eccentrica contesa da due fratelli parrucchieri. Nello stesso anno canta con la band degli Wheatus al "Fashionably Loud Europe" a Milano, evento promosso da MTV.
Heidi Klum, che sostiene organizzazioni benefiche come la “Elizabeth Glaser Pediatric AIDS Foundation”, è comparsa in foto su Amica, Cosmopolitan, Elle, Esquire, FHM, Glamour, GQ, Kultur-Spiegel, Mademoiselle, Marie Claire, Max, Photo, Self, Spiegelreporter, Sports Illustrated, Stern, Tatler, Time Out, Victoria's Secret catalog, Vogue (edizioni inglese, tedesca e francese) e W. Ha preso parte nelle campagne pubblicitarie di American Express, Givenchy, Finesse, INC, Kathleen Madden, Katjes, Nike, Otto, Peek&Cloppenburg, Swatch e Victoria's Secret. È comparsa come guest star in Sex and the City, The Weber Show, Malcolm, Ella Enchanted - Il magico mondo di Ella e Il diavolo veste Prada. Heidi è comparsa sui francobolli in Spagna e in Austria.
Dal 2004 al 2017 ha condotto Project Runway, reality show trasmesso in America da channel Bravo e in Italia da SKY Vivo (oggi Sky Uno) e Cielo. In Germania è la conduttrice della trasmissione Germany's next Topmodel. Nel 2007 ha partecipato come guest star in un episodio della sit-com How I Met Your Mother. Nel 2008 ha assicurato le gambe per € 2.000.000. Nello stesso anno è stata protagonista dello spot televisivo del videogioco musicale Guitar Hero World Tour. Nel 2007, 2008 e 2009 Heidi Klum è stata nominata dalla rivista Forbes una delle dieci modelle di maggior successo al mondo.

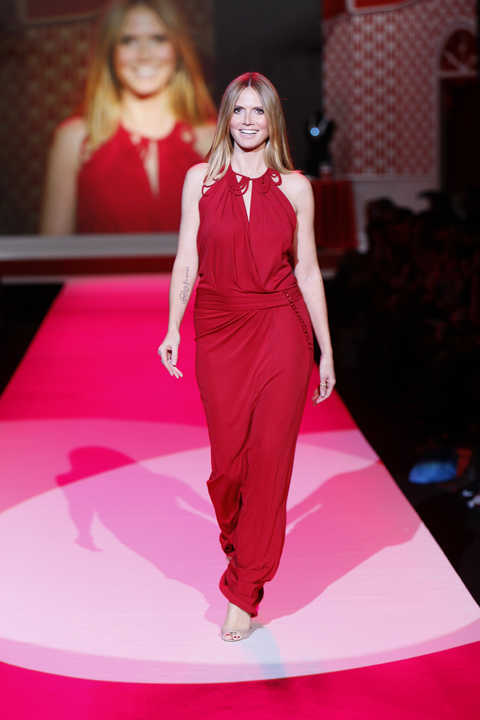
Heidi Klum in passerella

Nel 2010 è apparsa in un episodio della serie televisiva Desperate Housewives dove interpretava se stessa ed ha partecipato al video musicale di Seal: Secret. Nel 2012 Conduce gli MTV EMA 2012. Nel 2013 diventa giudice di America's Got Talent. Nel gennaio lancia una sua linea di intimo la Heidi Klum Intimates Line, sia femminile che maschile in collaborazione col colosso Bendon, e di cui è anche testimonial per la campagna primavera/estate 2015. Nel 2015 è protagonista in coppia con Pedro Pascal nel videoclip del singolo di Sia Fire Meet Gasoline.
Il 14 maggio 2015, durante la finale del programma Germany Next Top Model condotto dalla modella, la telefonata anonima di una donna ha annunciato la presenza di una bomba nello studio televisivo, facendo interrompere la trasmissione ed evacuare gli studi televisivi. In seguito, è stata ritrovata una valigia sospetta nel guardaroba, rivelatasi poi un falso allarme. Intanto la Klum, sua figlia e i giurati del programma sono stati immediatamente portati in una località segreta.
A partire da giugno 2017, Klum è stata ingaggiata dalla grande catena tedesca Lidl per migliorare il proprio posizionamento commerciale. La modella è stata testimonial di una collezione in esclusiva, da lei firmata, presentata a fine anno presso tutti i punti vendita Lidl.

### Victoria's Secret

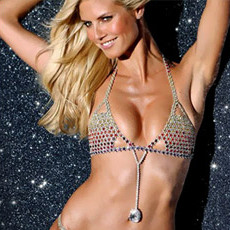
Heidi Klum con il Very Sexy Fantasy Bra

Il successo di Heidi Klum inizia nel 1997 anno in cui partecipa al suo primo fashion show, nel 1999 le viene offerto un contratto da Angelo per Victoria's Secret. È stata l'unica modella, insieme ad Adriana Lima, ad avere avuto l'occasione di indossare i Fantasy Bra, i famosi reggiseni tempestati di diamanti, in tre diverse occasioni: nel 1999 con il Millennium Bra del valore di 10 milioni di dollari, nel 2001 con il Heavenly Star Bra composto da 1200 zaffiri rosa dello Sri Lanka ed al centro un diamante da novanta carati, del valore di 12.5 milioni di dollari ed infine nel 2003 con il Very Sexy Fantasy Bra, creato da Mouawad e realizzato con 6000 pietre preziose ed un pendente composto da un diamante di 70 carati, del valore di 11 milioni di dollari.
Ha sfilato per la casa di moda dal 1997 al 2009 saltando l'edizione del 2006 a causa della sua gravidanza e nel 2009 sfila a sei settimane dal parto della sua quarta figlia. Ha partecipato anche a molte campagne e spot pubblicitari. Nel 2004 è una dei cinque angeli a partecipare al tour Angels Across America accanto a Tyra Banks, Adriana Lima, Gisele Bündchen, ed Alessandra Ambrosio. Nel 2007 insieme agli altri angeli riceve una stella sulla Hollywood Walk of Fame di Los Angeles.
Nel 2010 comunica che non sfilerà più per Victoria Secret, lasciando la ditta di biancheria intima dopo 13 anni di collaborazione.

## Vita privata
Dal 1997 al 2002 è stata sposata con il parrucchiere australiano Ric Pipino. Nel maggio 2004 partorì la sua prima figlia, Leni Olumi, che è nata dalla relazione con l'imprenditore italiano Flavio Briatore. I due si lasciarono poco prima della nascita della bambina ma saranno soci del Crazy Pizza di New York, aperto nel 2024.
Il 10 maggio 2005 si sposò con il cantante Seal in Messico. La coppia ha avuto tre figli: Henry (2005), Johan (2006) e Lou (2009). Nel dicembre del 2009, il marito adottò Leni Olumi Klum, poi diventata modella anche lei: l'azienda Intimissimi ha ingaggiato madre e figlia insieme nella campagna pubblicitaria per la sua collezione natalizia del 2022.
Nell'aprile 2012 la coppia annunciò la separazione quindi Heidi chiese che il suo cognome di nascita fosse ripristinato, mentre il divorzio avvenne nell'ottobre 2014. Nel settembre 2012 ebbe una relazione con la sua guardia del corpo ossia Martin Kristen: a inizio 2014 la coppia si divise concludendo, oltre il rapporto sentimentale, anche quello lavorativo. Dal marzo 2014 al settembre 2017 ebbe una relazione con il mercante d'arte Vito Schnabel. Dal 2018 ha una relazione con il chitarrista dei Tokio Hotel, Tom Kaulitz: i due si sono sposati nel febbraio 2019.

## Filmografia

### Cinema
- Studio 54 (54), regia di Mark Christopher (1998)
- Blow Dry, regia di Paddy Breathnach (2001)
- Ella Enchanted - Il magico mondo di Ella (Ella Enchanted), regia di Tommy O'Haver (2004)
- Tu chiamami Peter (The Life and Death of Peter Sellers), regia di Stephen Hopkins (2004)[24]
- Perfect Stranger, regia di James Foley (2007)
- Il diavolo veste Prada, regia di David Frankel (2006) (se stessa)[25]
- Ocean's 8, regia di Gary Ross (2018) (se stessa)

### Televisione
- Spin City – serie TV, 7 episodi (1999)
- Sex and the City – serie TV, episodio 4x02 (2001)
- Malcolm – serie TV, episodio 3x11 (2002)
- How I Met Your Mother – serie TV, episodio 3x10 (2007)
- Desperate Housewives – serie TV, episodio 6x17 (2010)
- Parks and Recreation – serie TV, episodi 6x01, 6x02 (2013)

### Doppiatrice
- Hoodwinked Too! Hood vs. Evil, regia di Mike Disa (2011)
- Arctic - Un'avventura glaciale (Arctic Dogs), regia di Aaron Woodley (2019)

### Videoclip
- Love Foolosophy, Jamiroquai (2002)
- Secret, Seal (2010)
- Fire Meet Gasoline, Sia (2015)

### Programmi televisivi
- Project Runway, 103 episodi (2004-2017)
- Germany Next Top Model (2006-presente)
- Making the Cut (2020-presente)

### Singoli
- Wonderland, (2006)[26]

## Agenzie
- IMG Models - Parigi, New York
- D Management Group
- Model Management - Hamburg

## Doppiatrici italiane
Nelle versioni in italiano delle opere in cui ha recitato, Heidi Klum è stata doppiata da:
- Giuppy Izzo in Blow Dry
- Cristiana Lionello in Sex and the City
- Donatella Fanfani in How I Met Your Mother
- Emanuela Baroni in Desperate Housewives

Da doppiatrice è sostituita da: 
- Ambra Angiolini e Tiziana Avarista in Arctic - Un’avventura glaciale